# 摩根·莫努瓦
摩根·莫努瓦（法語：Morgan Maunoir，1993年1月7日—），法国男子赛艇运动员。他曾代表法国参加世界赛艇锦标赛，获得一枚金牌和一枚银牌，均来自男子轻量级四人双桨项目。